# Murat Han
Murat Han (Ankara, 1 de mayo de 1975) es un actor turco.

## Biografía
En 2012 fue protagonista en Eve Düşen Yıldırım como Namık.

## Filmografía
- Kervan 1915 (2016)
- Omre bedel 2009-2011 Cesur
- Eve Düşen Yıldırım  2012 - Namik